# Laser à fibre

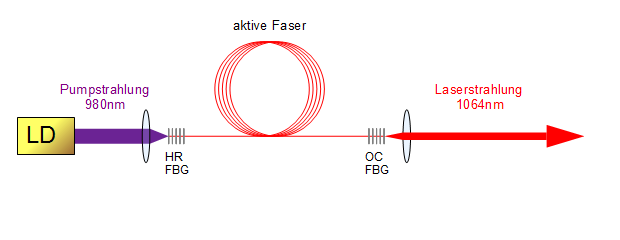
Laser à fibre

Un laser à fibre est un type de laser dans lequel le milieu amplificateur est une fibre optique dopée avec des terres rares. Ils sont apparentés aux amplificateurs à fibre dopée, qui amplifient la lumière sans effet laser. Ils sont notamment utilisés pour leur capacité à générer de hautes puissances, avec un faisceau de haute qualité.
Les non-linéarités des fibres, telles que la diffusion Raman stimulée ou le mélange à quatre ondes, peuvent aussi générer le gain d'un laser à fibre.

## Description
Un laser à fibre est un laser à l'état solide utilisant une fibre optique comme milieu amplificateur. Celle-ci est généralement dopée avec des terres rares, incluant notamment le néodyme, le praséodyme, l'erbium, l'ytterbium ou encore le thulium. Le pompage est typiquement réalisé à l'aide d'une diode laser, dont la lumière entre par l'un des bouts de la fibre. Afin de former la cavité permettant d'obtenir la résonance laser, un dispositif réflechissant est placé à chaque bout de la fibre ; il peut s'agir par exemple d'un miroir diélectrique (parfois accompagné d'une lentille) ou souvent d'une fibre à réseau de Bragg.

## Caractéristiques
Un avantage des lasers à fibre par rapport aux autres types de lasers est que la lumière laser est à la fois générée et délivrée par un support intrinsèquement flexible, ce qui permet une transmission plus facile vers la cible, ce qui est notamment important pour la découpe laser, le soudage, et le pliage de métaux et de polymères. Ils possèdent également une puissance de sortie généralement plus élevée. En effet, les lasers à fibre peuvent avoir des régions actives de plusieurs kilomètres de long et donc fournir un gain optique très élevé, ce qui leur permet de délivrer une puissance continue de plusieurs kilowatts; le rapport surface / volume élevé de la fibre permet un refroidissement efficace. Les propriétés de guide d'onde de la fibre réduisent ou éliminent la distorsion thermique du chemin optique, produisant généralement un faisceau optique de haute qualité.
Les lasers à fibre sont compacts par rapport aux lasers à solide ou à gaz de puissance comparable, car la fibre peut souvent être pliée et enroulée pour économiser de l'espace. Ils ont aussi un coût de possession relativement faible,. Ils sont assez fiables et stables en présence de températures et aux vibrations élevées, permettant une longue durée de vie. Ils peuvent facilement être utilisés de manière pulsée pour le marquage et la gravure. La puissance supplémentaire et la meilleure qualité du faisceau fournissent alors des bords de coupe plus nets et des vitesses de coupe plus rapides,.

## Applications
Les applications des lasers à fibre comprennent le traitement des matériaux (notamment la découpe ou la soudure), la télécommunications, la spectroscopie, la médecine et les armes à énergie dirigée.